# Mengmena yulin
Espèce
Mengmena yulin est une espèce d'araignées aranéomorphes de la famille des Mysmenidae.

## Distribution
Cette espèce est endémique du Yunnan en Chine,. Elle se rencontre dans le xian de Mengla.

## Description
La femelle holotype mesure 0,78 mm.

## Systématique et taxinomie
Cette espèce a été décrite par Zhang, Li et Lin en 2022.

## Publication originale
- Zhang, Li & Lin, 2022 : « Taxonomic study on Mysmenidae spiders (Mysmenidae, Araneae) from Xishuangbanna of Yunnan, China. » ZooKeys, vol. 1124, p. 59-108 (texte intégral).